# Foucherans (Doubs)
Pour les articles homonymes, voir Foucherans.
Foucherans est une ancienne commune française située dans le département du Doubs, en région Bourgogne-Franche-Comté. Au 1er janvier 2019, la commune a fusionné avec celle de Tarcenay pour constituer la commune nouvelle de Tarcenay-Foucherans dont le siège est à Tarcenay.
Les habitants sont nommés les Foucheranais et les Foucheranaises.

## Géographie

### Toponymie
Foucherans en 1134 ; Focherens en 1164 ; Foucherans en 1295 ; Foucherans en montagne en 1521.
Les limites communales se situent entre les latitudes 47° 07' 56" nord (47.132111) et 47° 10' 38" nord (47.177141), et les longitudes 06° 07' 19" est (6.121996) et 06° 11' 22" est (6.189416).
Elle s'étend sur une superficie de 1095 hectares dont 230,79 hectares de forêt.

## Histoire
L'origine du village de Foucherans reste incertaine.
Saint Maximin, qui aurait été évêque de Besançon au IIIe siècle se serait retiré dans les forêts proche du village. Il y serait mort en ermite et une chapelle contenant ses restes aurait été édifiée à cette époque.
Au XIIe siècle, une famille de Foucherans apparaît. Un de ses membres, Renaud, fit construire un château en 1517. Des vestiges étaient encore visibles au XIXe siècle, mais le château a disparu aujourd'hui. Le blason de la « maison de Foucherans » était "d'azur à deux bourdons d'or, ayant en chef une coquille également d'or".
Une chapelle fut consacrée à saint Maximin, par un évêque auxiliaire de Besançon en 1410. Elle fut démolie en 1777 sur les ordres des autorités ecclésiastiques, car la dévotion populaire à saint Maximin avait amené des abus : des marchands, des cabaretiers s'installaient autour de la chapelle, on dansait même dans l'édifice... En 1865, on décida de réédifier la chapelle, elle fut bénie  en 1867.
Une église aurait existé à Foucherans dès le XIIIe siècle, mais ce n'est qu'en 1733 qu'un curé fut nommé. Le clocher fut reconstruit en 1724 et au XIXe siècle, jugée trop petite, l'église fut reconstruite par l'architecte E. Vieille ; on ne garda que le clocher. Elle est consacrée à saint Philippe et saint Jacques.
À la Révolution, les Foucheranais se montrèrent rétifs aux mesures antireligieuses. En novembre 1791, le District d'Ornans annula les élections municipales, car on avait élu "les plus fameux contre-révolutionnaires". À tel point qu'il fallut réorganiser trois fois les élections. Les Foucheranais persistèrent et le District finit par pourvoir lui-même à l'administration de la commune. En 1792, les prêtres réfractaires vinrent ouvertement célébrer la messe. En 1795, autour de la chapelle Saint-Maximin, des milliers de personnes se retrouvent pour écouter les prêtres réfractaires et jurer haine à la République. Il fallut attendre le Concordat pour que les contre-révolutionnaires apaisent leur courroux.
Une fromagerie (aujourd'hui transformée en mairie) fut créée en 1849, elle fonctionnera jusqu'en 1960.

## Politique et administration
| Période                                  | Période  | Identité          | Étiquette | Qualité                    |
| ---------------------------------------- | -------- | ----------------- | --------- | -------------------------- |
| avant 1981                               | 1983     | Claude Belpois    |           |                            |
| 1983                                     | ?        | Christian Bouvard |           |                            |
| mars 2001                                | En cours | Jacques Moniotte  | PS        | Retraité Fonction publique |
| Les données manquantes sont à compléter. |          |                   |           |                            |

## Démographie
L'évolution du nombre d'habitants est connue à travers les recensements de la population effectués dans la commune depuis 1793. Pour les communes de moins de 10 000 habitants, une enquête de recensement portant sur toute la population est réalisée tous les cinq ans, les populations de référence des années intermédiaires étant quant à elles estimées par interpolation ou extrapolation. Pour la commune, le premier recensement exhaustif entrant dans le cadre du nouveau dispositif a été réalisé en 2008.

En 2016, la commune comptait 472 habitants, en évolution de +6,31 % par rapport à 2010 (Doubs : +1,88 %, France hors Mayotte : +2,11 %).
| 1793 | 1800 | 1806 | 1821 | 1831 | 1836 | 1841 | 1846 | 1851 |
| ---- | ---- | ---- | ---- | ---- | ---- | ---- | ---- | ---- |
| 328  | 316  | 333  | 343  | 347  | 348  | 333  | 358  | 351  |

| 1856 | 1861 | 1866 | 1872 | 1876 | 1881 | 1886 | 1891 | 1896 |
| ---- | ---- | ---- | ---- | ---- | ---- | ---- | ---- | ---- |
| 302  | 320  | 331  | 317  | 326  | 373  | 357  | 287  | 257  |

| 1901 | 1906 | 1911 | 1921 | 1926 | 1931 | 1936 | 1946 | 1954 |
| ---- | ---- | ---- | ---- | ---- | ---- | ---- | ---- | ---- |
| 267  | 239  | 236  | 200  | 190  | 172  | 161  | 207  | 172  |

| 1962 | 1968 | 1975 | 1982 | 1990 | 1999 | 2006 | 2008 | 2013 |
| ---- | ---- | ---- | ---- | ---- | ---- | ---- | ---- | ---- |
| 147  | 198  | 212  | 262  | 291  | 330  | 409  | 432  | 455  |

| 2016 | - | - | - | - | - | - | - | - |
| ---- | - | - | - | - | - | - | - | - |
| 472  | - | - | - | - | - | - | - | - |

## Lieux et monuments
- Des bâtiments inscrits à l'Inventaire général du patrimoine culturel :
  - L'église Saint-Philippe et Saint-Jacques[10] reconstruite à partir de 1866 sur les plans de l'architecte Edouard Vieille mais dont la tour clocher fut érigée de 1724 comme l'indique la date portée sur le linteau de la porte du clocher.
  - L'école[11] construite en 1839 par l'architecte Edouard Vieille.
  - La chapelle Saint-Maximin[12], ancien lieu de pèlerinage sur la Via Francigena
  - Le lavoir-abreuvoir Saint-Maximin[13]
  - La vieille ferme de la Touvière[14] du XVIe siècle dans la vallée de la Brême

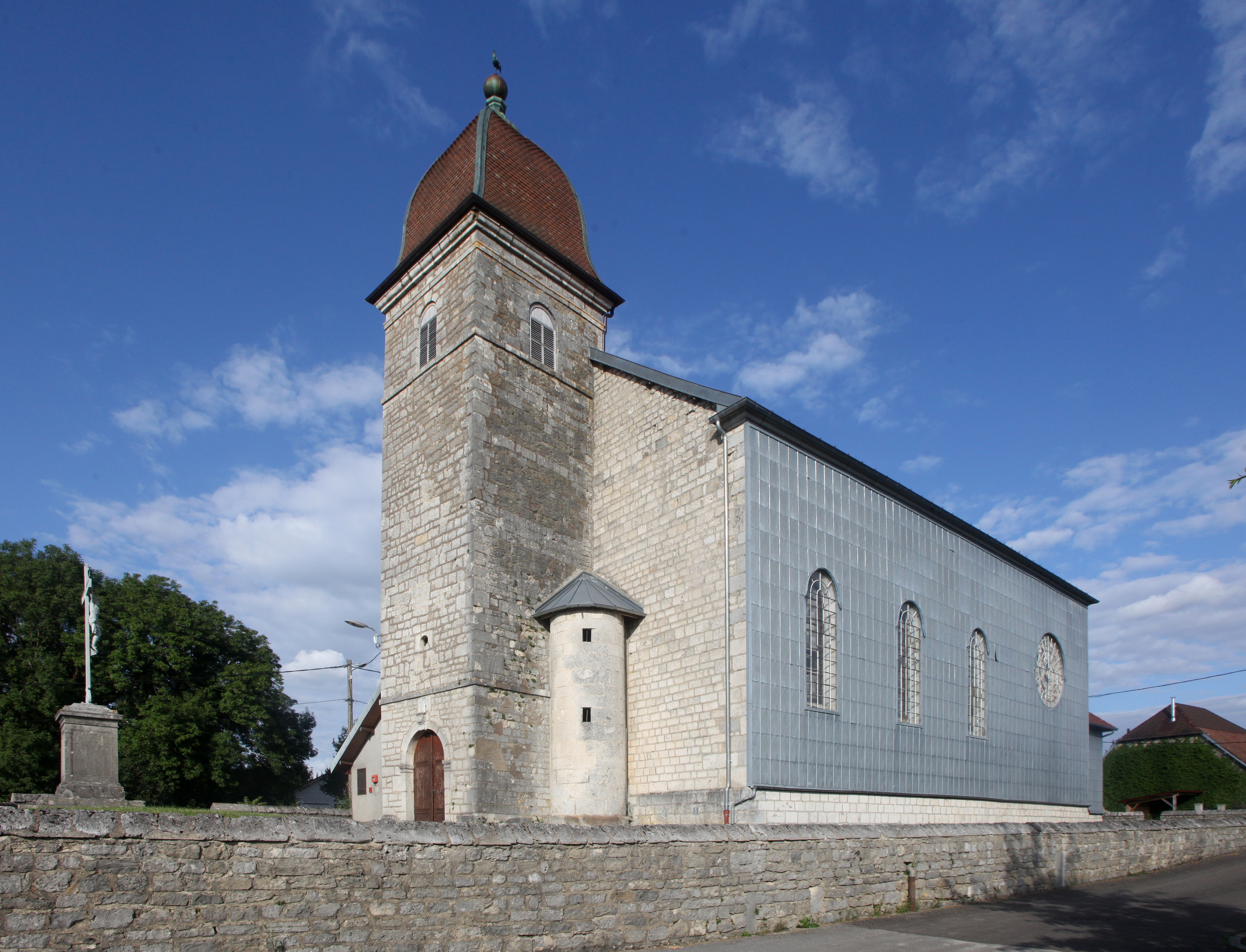
Église.
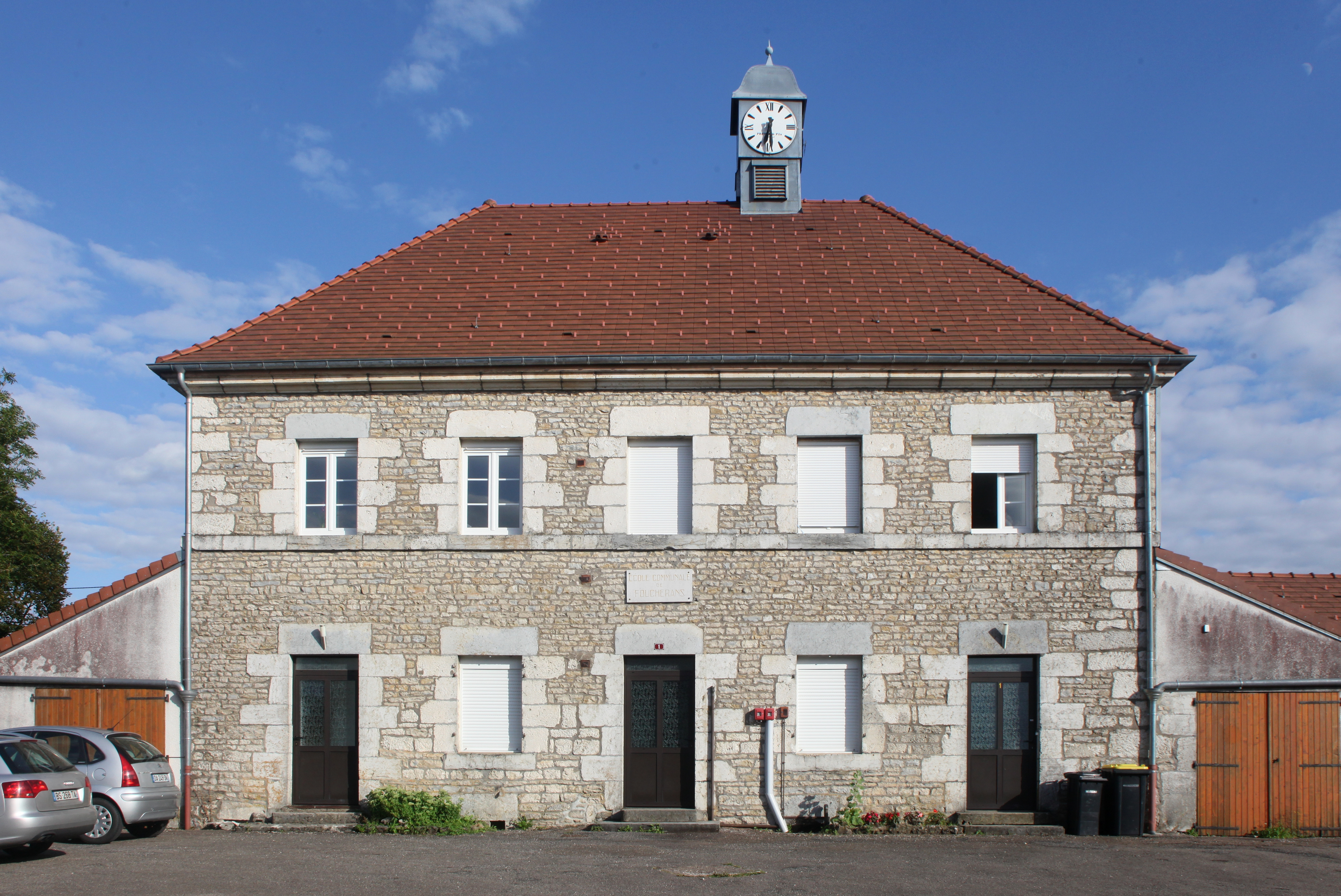
École.
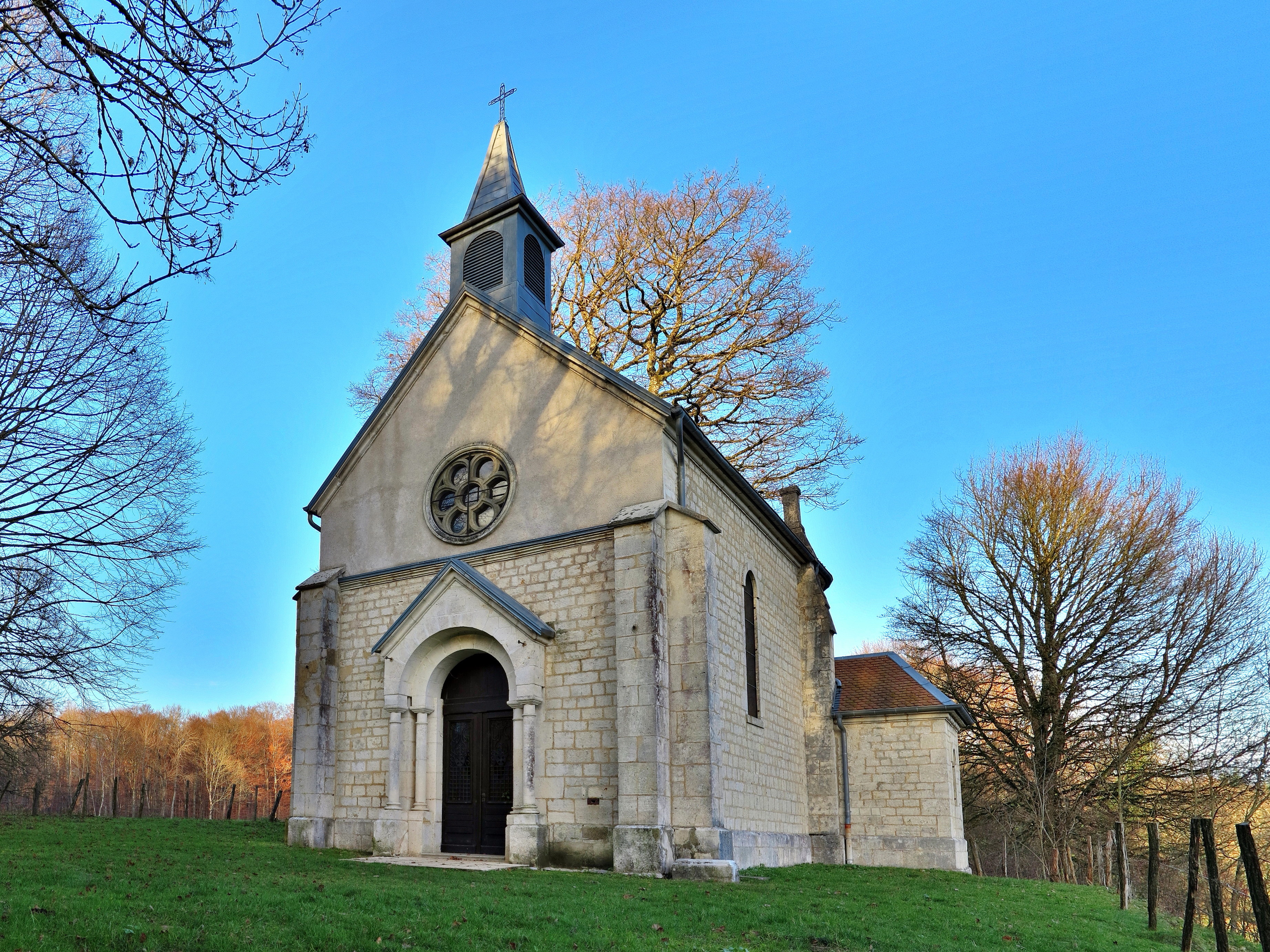
La chapelle Saint-Maximin.
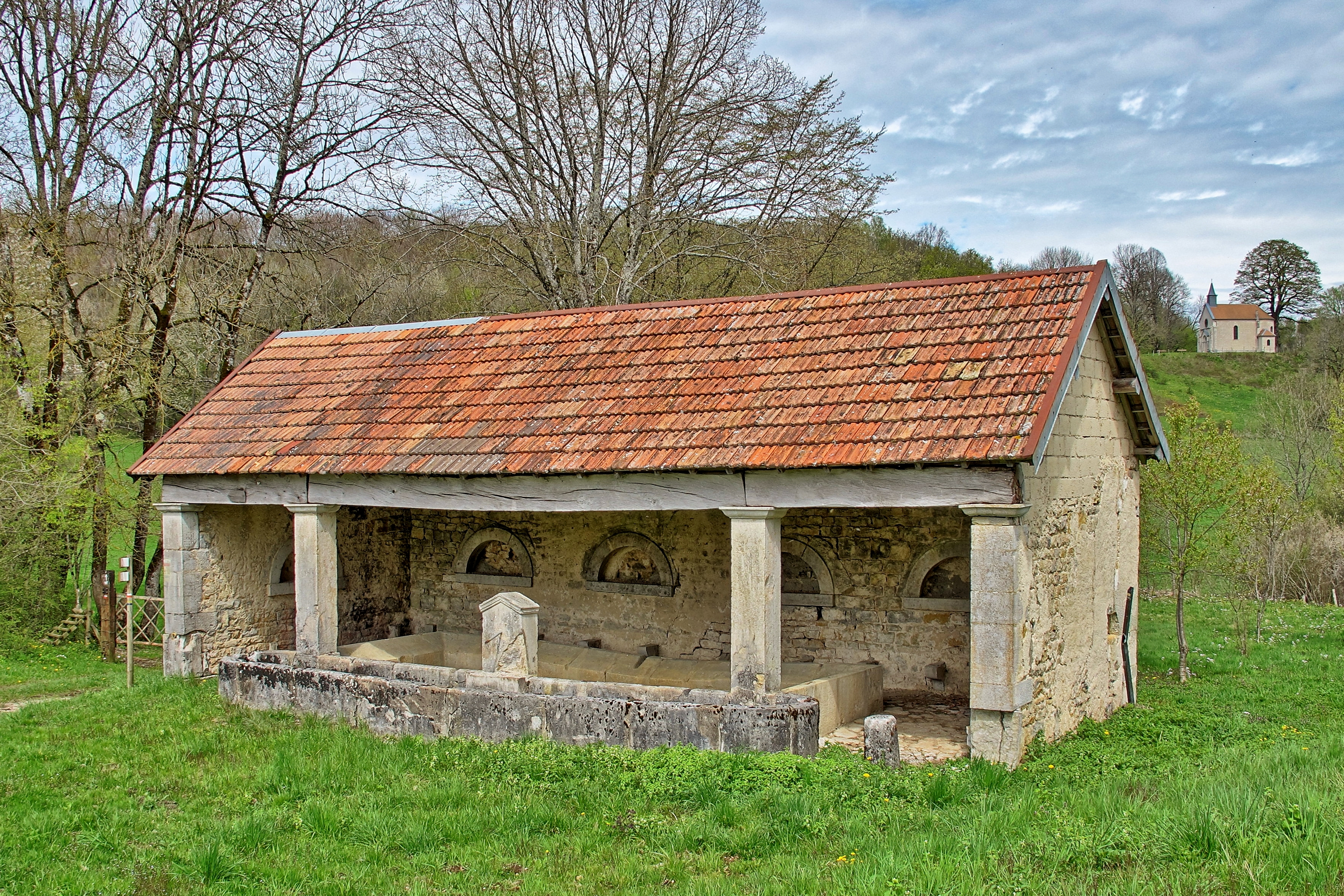
Le lavoir-abreuvoir Saint-Maximin.
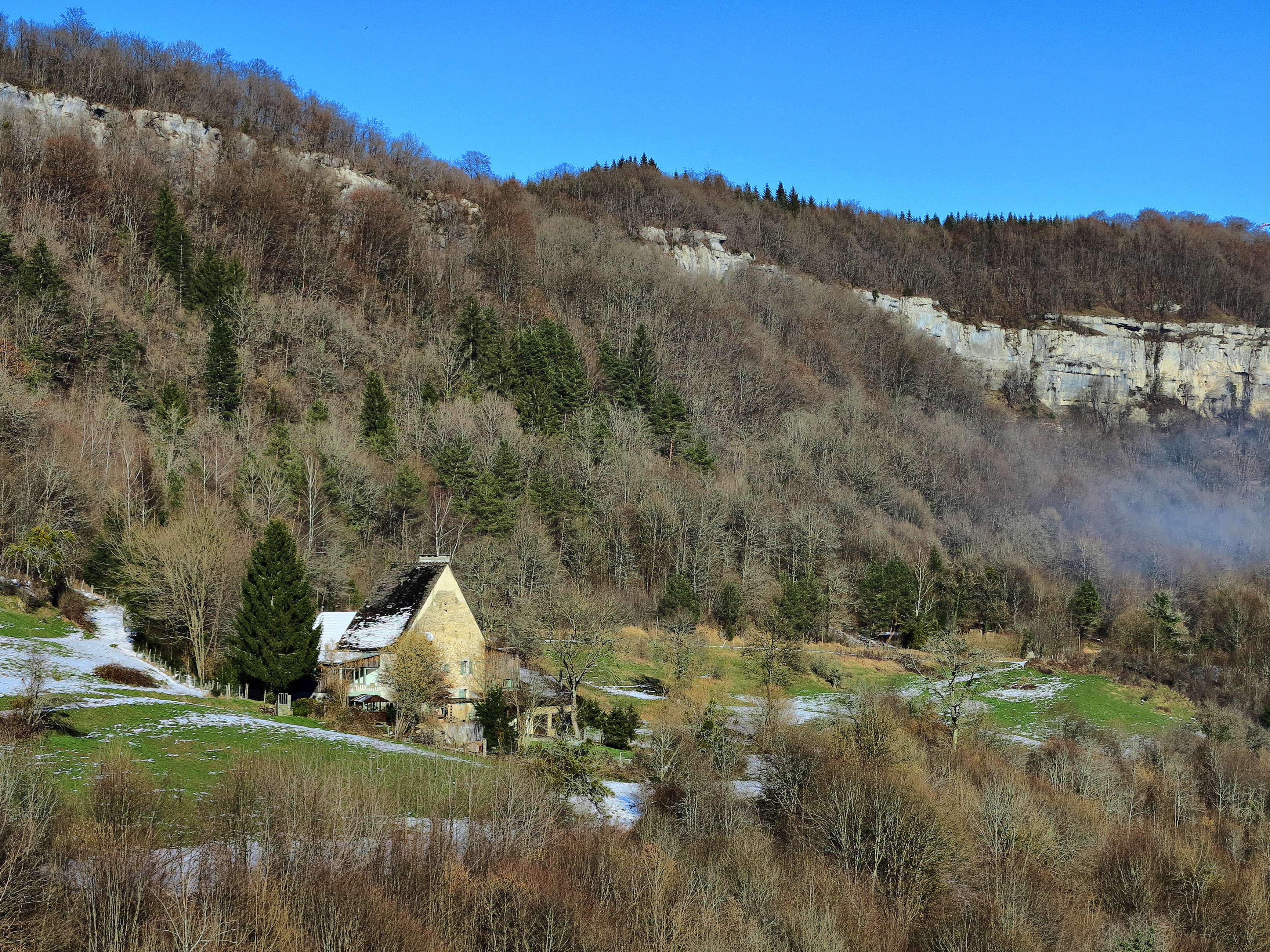
La ferme de la Touvière.

- Le Champ de Foire : à l'entrée du village se trouve un remarquable espace boisé de 1 km2
- Le dolmen de Saint-Maximin
- La vallée de la Brême avec ses moulins et barrages.

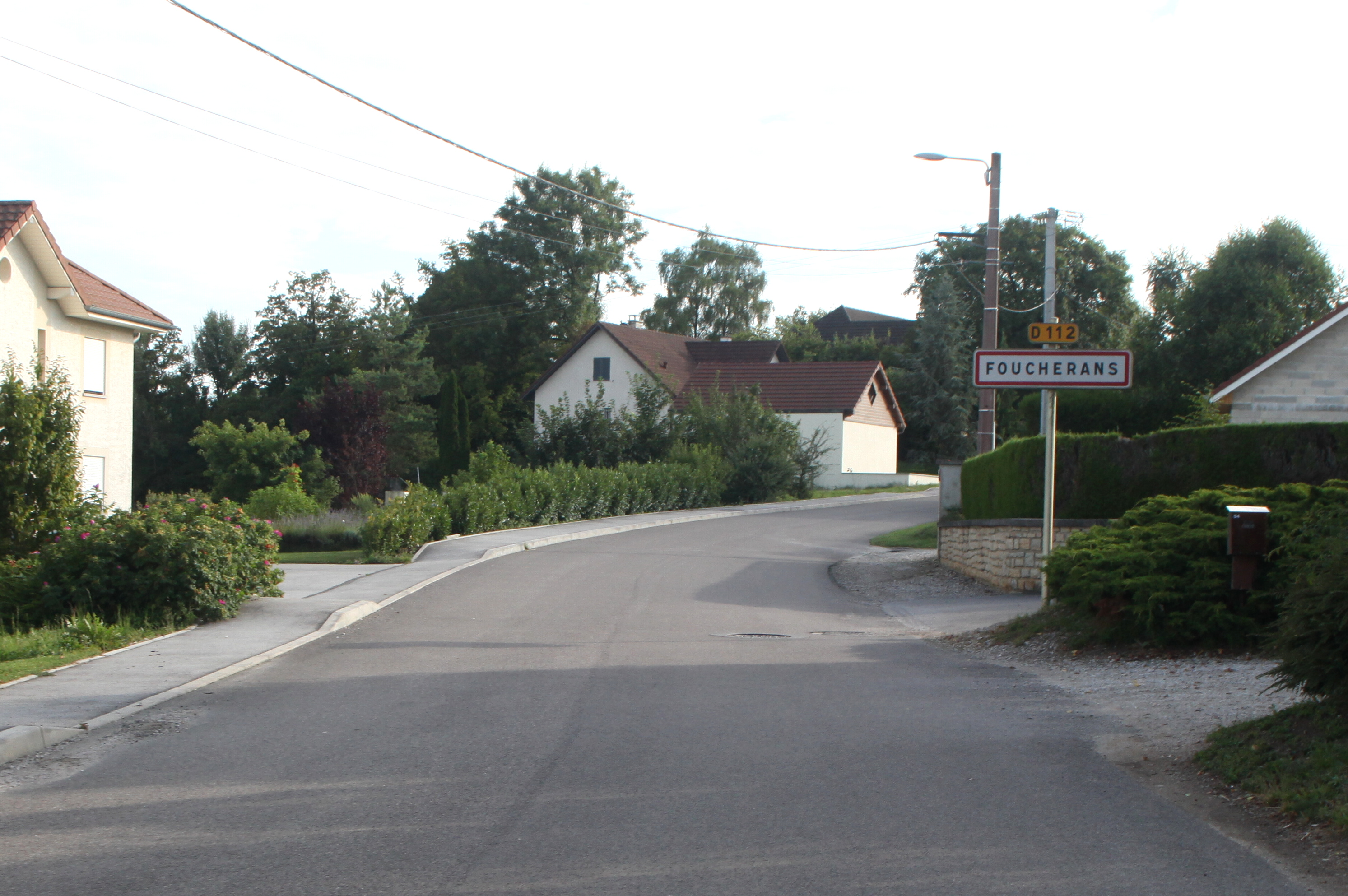
Entrée du village.
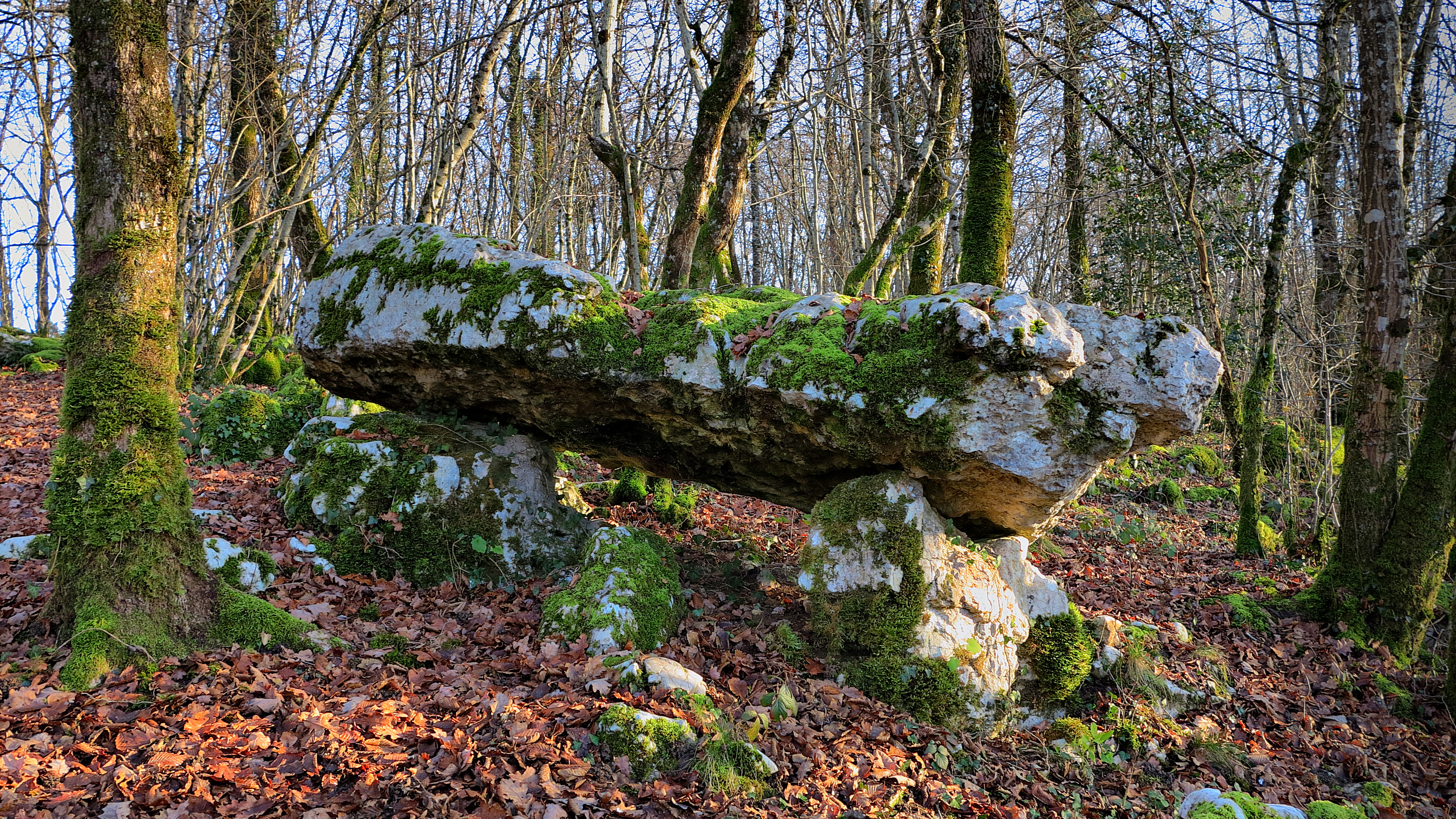
Le dolmen de Saint-Maximin.
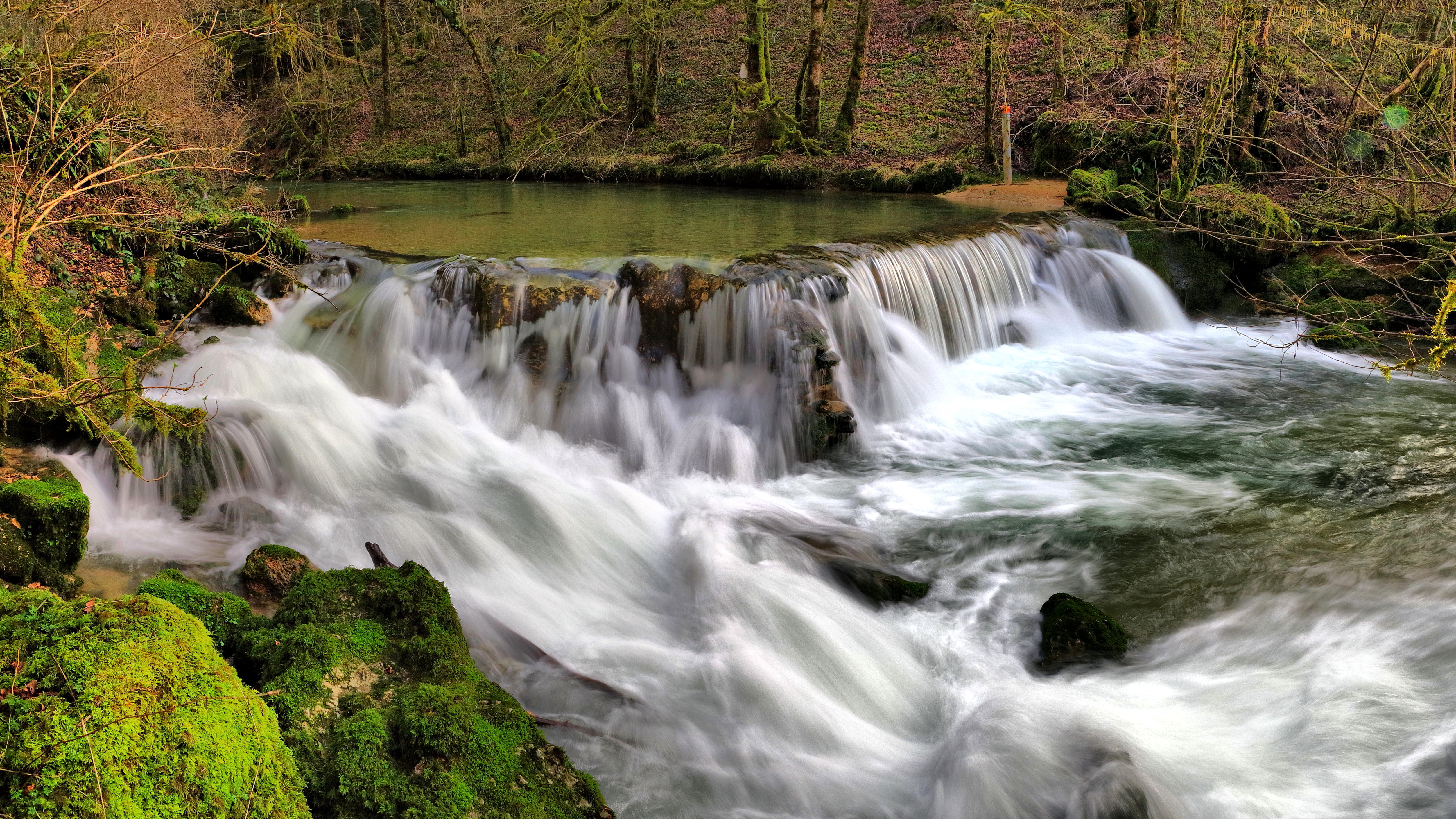
Barrage de la Touvière sur la Brême.
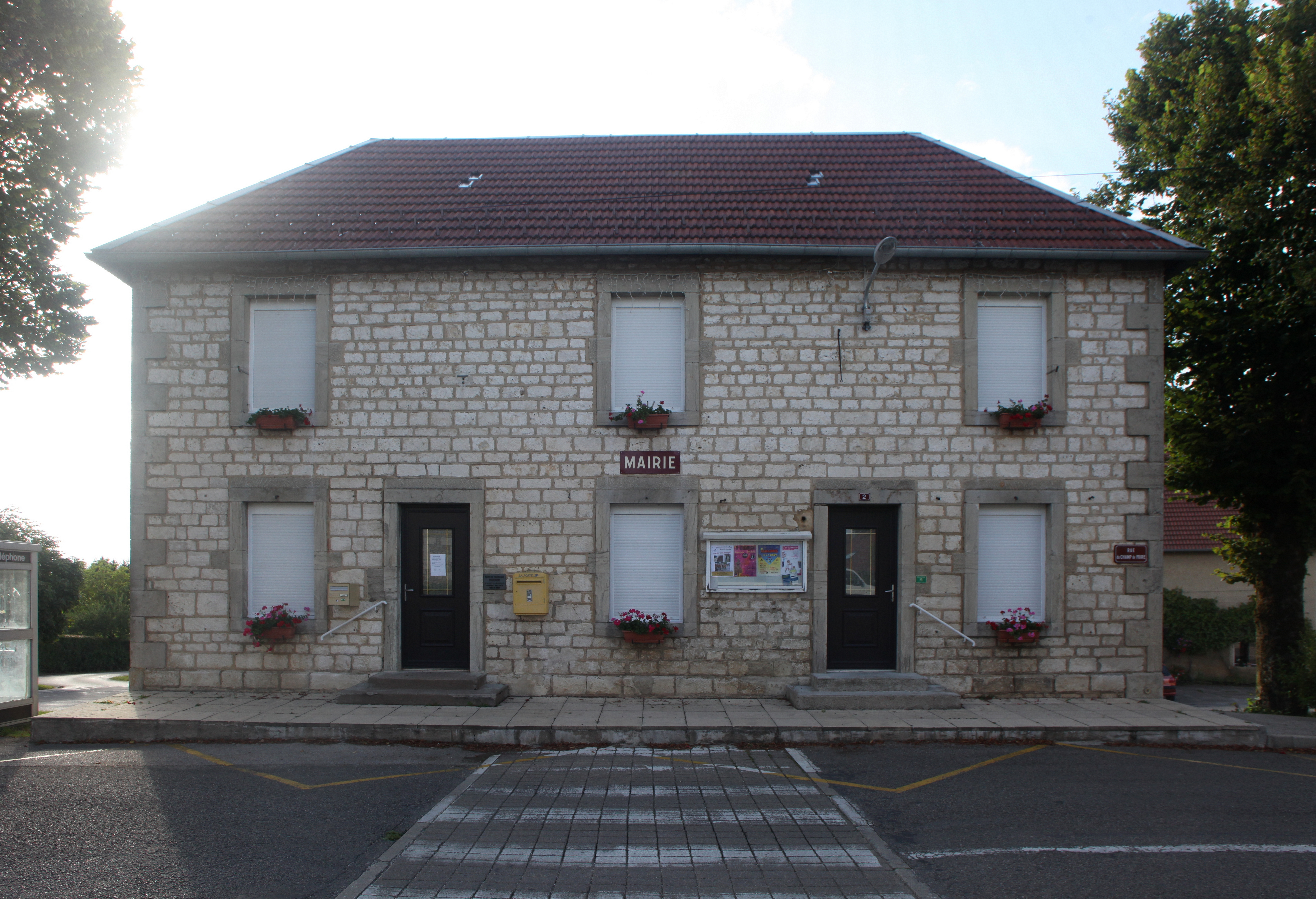
Mairie.
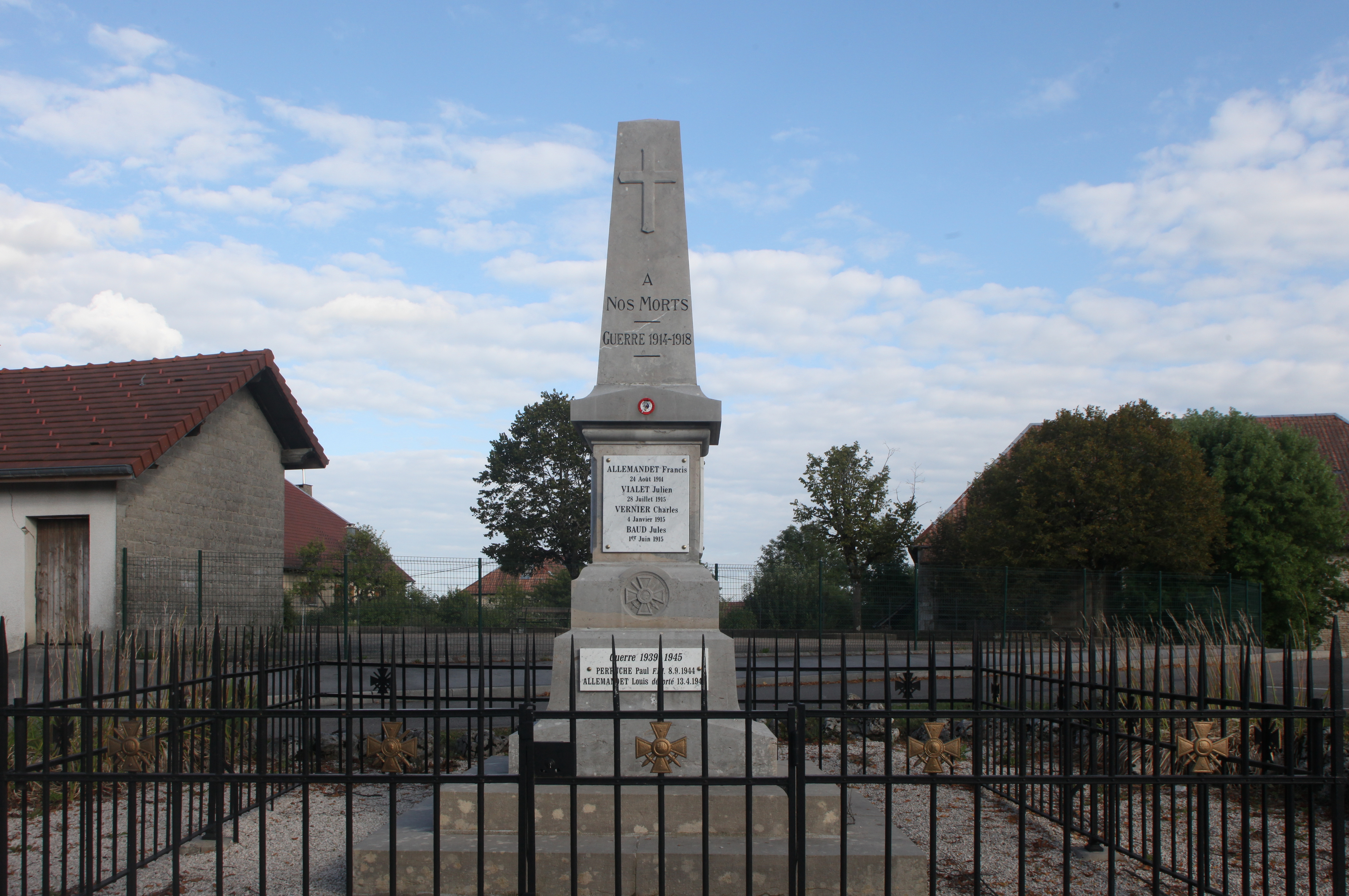
Monument aux morts.